# 武田信玄 (NHK大河ドラマ)
『武田信玄』（たけだしんげん）は、1988年1月10日から12月18日まで放送されたNHK大河ドラマ第26作。主演は中井貴一。
大河ドラマにおける昭和の内に最終回を迎えた最後の作品となった。

## 作品内容と特徴
甲斐の戦国大名である武田信玄（晴信）が主人公。原作は新田次郎の歴史小説の『武田信玄』と『武田三代』。新田次郎小説の大河ドラマ化はこれが初めて。脚本家は田向正健が担当した。前年の『独眼竜政宗』に続いて戦国時代を扱った作品である。武田信玄が主要登場人物として登場する大河ドラマには、上杉謙信を主人公にした1969年の『天と地と』、武田家の「軍師」とされる山本勘助を主人公にした2007年の『風林火山』がある。
初回視聴率42.5%、最高視聴率49.2%、平均視聴率39.2%。前年の『独眼竜政宗』と僅か0.5%差で史上2位の平均視聴率で、あわせて大河ドラマ史の絶頂期を形作った。
本作は、信玄の母・大井夫人（若尾文子）が“息子が後世で誤解されていることが多いため、我が子の名誉のために真実を物語る”という体裁をとっている。そのため、本編のナレーションも若尾が兼任。最終回および一部の回を除いて、各回とも大井夫人の「今宵はここまでに致しとうござりまする」というセリフによって締めくくられ、この年の流行語大賞に選ばれた。本編では大井夫人が死去した時には半透明のカメラワークで魂となって我が子晴信を見守るという演出が行われ、それ以降もナレーションは若尾が担当。
主演を務めた中井は本作が大河ドラマ初出演。当初、信玄役には松平健が予定されており、また役所広司も候補に挙がっていた。中井はもともと上杉謙信役としてオファーを受けていたため、主役に抜擢されたことに驚いたこと及び前年の『独眼竜政宗』の大成功からくるプレッシャーの大きさ、自分の顔が従来の信玄の肖像画とは大きく違うことなどに戸惑いを感じたことを当時の思い出として語っている。また、本作で信玄を演じてからは武田信玄について聞かれると自分のことのように思えるとも語っている。当時、中井と脚本の田向正健の間では大きな葛藤があり、中井は「演技を否定されるのならば自分の努力でなんとかやりようもあるが、人間的に否定されるようなところがあって、撮影中ずっと悩み続けた」と語っている。中井にとってとても試練の多い1年3か月であったという。中井はその後、田向が死去する2010年まで彼のドラマに出演することはなかった。
比較的早期にクランクアップとなった板垣信方役の菅原文太は中井に「今日から俺は視聴者として『武田信玄』の一番のファンになる。これはお前の番組だ。どんなわがままをいってもいいんだ。撮影には来ないけれど、ファンとして俺が見てるってこと忘れないでくれ」とエールを送っている。中井はそんな菅原をはじめとする諸先輩が自分を盛り立ててくれたことに非常に感謝している。
本作ではオープニングや合戦シーンで多数の騎馬武者が登場し、迫力あるシーンを作り上げている。劇中に何度か登場する武田騎馬隊の隊列は馬70頭を集め撮影された。本作のため、舞台の山梨県では小淵沢町（現北杜市）にオープンセットが建設されるほどの力の入れようだった。騎馬シーンについては小淵沢町にある乗馬クラブ、山梨県馬術連盟が全面協力。ただし馬を過度に酷使する撮影手法には馬の専門家から否定的な見方もあったようで、『太平記』で乗馬指導にあたることになった日馬伸は、足利市からオファーをもらった当初、自分は馬の立場から物を考える人間であり、『武田信玄』のように馬の酷使をするような仕事には乗り気でなかった、と述べている。
最初にタイトル文字を担当した海老原哲弥の受賞経歴の詐称問題により、NHKアート出身の書家である渡辺裕英（ゆうえい）が作成したものに変更されたため、第3回までと第4回以降では違うものが使用されている。
本編前にはアバンタイトルがあった。時には俳優やスタッフのインタビューなど本編と関係の無い内容もあり、中でも音楽を担当した作曲家山本直純のインタビューが取り上げられた回には、山本が起用した秦琴奏者の深草アキを紹介しながら、「テーマM1（オープニングの主題曲のこと）！」とカメラに向かって声をかけてオープニングタイトルが表示される異色の演出も見られた（第10回）。

## 登場人物

### 武田家
武田信玄（たけだ しんげん）
（武田晴信→武田信玄）
演：中井貴一（少年期：眞木蔵人）
甲斐の国主。当初の名は晴信（はるのぶ）。武家官位は大膳大夫。
16歳にて信濃の国の海ノ口にて初陣を迎え、海ノ口城主、平賀源心を討ち取り初陣を飾る。しかし城を捨て甲斐に戻った事を父信虎に叱責され親子の確執が始まる。その後父信虎を甲斐から追放し武田家当主となる。信濃を平定、今川義元と北条氏康と三国同盟を結び越後の上杉謙信と川中島で5度戦う。その後は駿河の今川、三河の徳川家康を三方ヶ原で破り上洛を目指すが体調を壊す。その後長篠城で療養を取るが体調の回復が見られずに上洛を諦めることとなる。甲府へと引き返す途中に体調を壊し信濃国駒場で家臣に見守られ没する。3年の間死を秘めることを遺言にし、遺体は死後早急に荼毘に付され、遺骨のみの帰還となった。目的のためなら手段を選ばないマキャベリストだが情に厚く、家臣・領民への気配りを常に怠らない。父・信虎や息子・義信との対立など家庭には恵まれなかった。史実とは違って剃髪せずに俗体のままであり、ただ「信玄」という法名を名乗っただけとされた。
武田信虎（たけだ のぶとら）
演：平幹二朗
信玄・信繁・信廉の父。甲斐守護職、躑躅ヶ崎館の主。
晴信を小心とののしり、また狂気的な性格が家臣団の不安を誘って政情を不安定化させたため、晴信の謀反によって追放される。しかし内心では息子・晴信の才能を認めており、孫の義信を「わしは血の臭いがする。幼子には毒じゃ」と抱く事が出来ず、思い悩む場面も見せた。
追放されてからは駿河の今川家に引き取られるが、乱行が止まないため義元や寿桂尼からは厄介者扱いされる。義元没後武田軍を駿河に引き込もうと図ったのが露見して寿桂尼によって駿河から追放される。
妻の大井夫人と対照的に、晴信が上洛して天下を取ることを望んでおり、なかなか京を目指そうとしない晴信にいら立っていた。晩年に病床に臥す信玄と再会、天下を取れと叱咤激励する。劇中ではコメディーリリーフ的な一面も兼ねている。信玄と同様、史実とは違って剃髪せずに俗体のままであった。
大井夫人（おおい ふじん）
演：若尾文子
語り手。信玄・信繁・信廉・於豊の母。武田家一門・大井家の出身。
信虎の勢力がまだ小さかった頃に政略結婚したという間柄で、その事が夫婦関係に微妙な影を落としている。信虎が追放された後に出家するが、晴信（信玄）の下に留まった。穏やかな気性だが夫の追放や娘・於豊の夭折に心を痛め、世の無常を感じてもいる。
今際の際に子供達へ遺言を残し、晴信には「西（京都のこと）へ行ってはなりませぬ」と言い残した。
三条の方（さんじょうのかた）
演：紺野美沙子
信玄の正室。義信・於梅・竜宝の母。公家の出を鼻にかけ、山国である武田家への嫁入りを嘆き悲しんでいた。次第に信玄の力量を認め勝利を喜ぶ様になり、時には正室として京都との人脈を活かす事もあった。一方で実直な信玄とそりが合わず、うまくいかない夫婦仲や、実子達が政略の犠牲となった際などに信玄と激しく衝突し憔悴する姿も何度か描かれた。死の床において、信玄に介抱されながら、夫婦ともに戦国に翻弄された運命を共感しこの世を去る。その雅さが武田家から失なわれた喪失感が、甲斐から京の都が消えました、という嘆きで示された。
八重（やえ）
演：小川真由美
三条の方の侍女。三条の方と義信のために尽くすが、結果的に武田家を危機に陥れる妖婦として描かれている。異常に耳聡く、大井夫人に誘導訊問でおここの事を聞きだし、三条の嫉妬を煽った上で刺客を放っておここを殺したり、「おここの怨霊をたたきだす」と称しおここにそっくりな湖衣姫を打擲するなどしていた。最期は三条の方の後を追って自害する。
原作の小説には登場しない、ドラマ版のオリジナルキャラクター。原作の三条の方の「悪」の部分を抽出した存在である。
おここ
演：南野陽子
晴信の初恋の人。川中島生まれ。農民の子供。飢饉が原因で母親と弟を亡くし、信濃の平賀源心に売られた。海ノ口の戦いで怪我を負い、晴信によって甲斐の寺に預けられる。三条の方の輿入れ後、八重が放った刺客によって殺される。その互いを思い合った日々の思い出は晴信の心の中に生き続けた。
湖衣姫（こいひめ）
演：南野陽子（二役）
信玄の側室。諏訪頼重の娘。勝頼の母。顔がおここと瓜二つ。頼重からの人質として甲斐に来ていたが、諏訪家が武田家と敵対した際、一旦姿をくらまし、その後に晴信によって半ば強引に甲斐へ連れ戻され、そのまま側室となる。自分の役割を「甲斐と諏訪の橋渡し」と考えていた。結核により没する。
里美（さとみ）
演：大地真央
信玄の側室で良き理解者。倉科三郎左衛門の孫娘。きりりとした美貌で武芸にも長けた男勝りな性格。
晴信（信玄）の器量に惚れこみ、自ら進んで側室になる事を希望する。子宝には恵まれないが信玄の信任は厚く、「儂の青空（わしのあおぞら）」と呼ばれる。
上田原では鎧に身を包み、刀を振るい村上勢を追い払う。湖衣姫や恵理など、他の側室を支えとなる側面もあった。終盤は上洛中に倒れた信玄を看病する事になる。
恵理（えり）
演：池上季実子
信玄の側室。五郎・松姫の母。武田家一門・油川家の出身。
おっとりとした物言いで朗らかだが、一方でややマイナス思考で涙もろい性格。里美と違って乗馬が苦手。最終回では里美と共に信玄の菩提を弔うが、史実では信玄より先に亡くなっている。
茜（あかね）
演：瀬岡裕子
甲斐を追放された信虎に随従した家臣志村右近の娘。信虎が今川家に疑念を抱かれている事を信玄に伝える。原作では信玄の側室として登場するが、本作では非常に出番が少ない。
武田信繁（たけだ のぶしげ）
演：若松武
信虎の二男。通称は典厩（てんきゅう）。
信虎からは寵愛されるが兄・晴信（信玄）を超える野心は無く、晴信からクーデター決行を告げられた際は複雑な心境ながらもこれに従った。
兄を敬い彼をよく補佐する一方で、国の為なら父や子との対立も厭わない信玄の厳格な性格に対する懸念も持っている。信虎や義信の思いを代弁して信玄に直言するなど、家中の人間関係の調整役。川中島の戦いで、味方の劣勢を食い止める貢献を果たすが数本の槍を受け戦死。彼の死後、義信事件を皮切りに武田家中の結束に、徐々に乱れが生じていく。
武田信廉（たけだ のぶかど）
演：篠塚勝（少年期：長尾豪二郎）
信虎の三男。三兄弟の中では最もおっとりした性格で、絵が得意。当初は頼りない面も見られたが、信繁死後は信玄と義信の衝突を体を張って食い止め、信玄にも強い口調で叱責するなど重臣としての存在感を強めていった。西上戦から引き上げる際には信玄の影武者を務めた。
武田義信（たけだ よしのぶ）
（太郎→太郎義信→武田義信）
演：堤真一（幼少期〜少年期：中村七之助→石関賢太郎→六浦誠）
信玄の長男。幼名は太郎（たろう）。直情的だが信義を大事にする性格で、今川義元亡き後の対今川家への政策をめぐり、父と対立する。護り役の飯富虎昌を頼り父親の暗殺計画を建てるが失敗に終わる。謀反の計画が発覚し、父によって東光寺に幽閉される。最後まで己の信念を曲げず、自刃する。
竜宝（りゅうほう）
（二郎→慈念→竜宝）
演：渡浩行（幼年期：猪岡拓郎、少年期：高橋守）
信玄の二男。幼名は次郎（じろう）。幼少時に病気で盲目となり、出家して慈念（じねん）ついで竜宝と名乗り、僧侶としての人生を歩む。少年期に予知能力で竜王の土手（堤防）の決壊を予知したり、幼き勝頼の心の声を聞き勝頼の危機を察知してそれを晴信に知らせる。西上を前にした信玄（晴信）から自分の余命などを問われたがそれには答えず、祖母の大井夫人同様に「西へ行ってはなりませぬ」と願った。
武田勝頼
（四郎→諏訪勝頼→武田勝頼）
演：真木蔵人（幼年期：安藤壮洋、少年期：福原学）
信玄の四男。幼名は四郎（しろう）。元服後、諏訪勝頼（すわ かつより）と名乗る。長兄・義信の廃嫡後に初陣を飾り次期当主として成長していくが、最後は武田家の衰退を示すように謁見の間に一人だけ座するシーンで物語を締めくくった。
五郎（ごろう）
演：西川亘
信玄の五男。叔父・信繁の死後に誕生した為、信玄に「弟の生まれ変わり」と比喩される。
雪姫（ゆきひめ）
演：徳丸純子
勝頼の正室。織田信長の養女（姪）。信勝出産後、産後の肥立ちが悪く亡くなる。
武田信勝（たけだ のぶかつ）
演：黒田勇樹
信玄の嫡孫。勝頼の子。信玄の昔ばなしを静かに聞き届けた。
松姫（まつひめ）
演：香川沙美（少女時代：上田愛美）
信玄の娘。織田信長の子・信忠の婚約者だが、武田と織田の対立により解消される。
らん
演：宮崎萬純
信虎の愛妾。信虎の怒りを買って殺されかかったこともあったが、それでも彼を慕っており、その後を追って駿河に赴く。しかし、その後は年老いた信虎を馬鹿にするようになり、信虎に斬殺される。

### 武田家臣、及びその家族など
原虎胤（はら とらたね）
演：宍戸錠
侍大将。受領名は美濃守。信虎・信玄の二代に亘って主戦力として活躍する。
鬼美濃（おにみの）と渾名される全身に向こう傷の豪傑。豪放磊落な気性で、川中島にも出陣し、村上義清と一騎打ちするなどの活躍を見せる。飯富虎昌の死を悼み、最後は志賀城の残党に襲われ命を落とす。
飯富虎昌（おぶ とらまさ）
演：児玉清
板垣亡き後の武田家宿老筆頭で、義信の傅役。受領名は兵部少輔で、通称は兵部（ひょうぶ）。
八重と親密になるが、弟の三郎兵衛（山県昌景）の計らいにより別れる。義信事件では、その謀反の責任を一身に負おうとし、三郎兵衛に事情を暗に告げ、信玄を襲撃し囚われの身となる。事情を察した信玄は正直に話せば罪に問わないと言ったが、飯富はあくまで自らの責任であると述べ、原虎胤の介錯により切腹する。
馬場信春（ばば のぶはる）
演：美木良介
武田四天王の一。信玄に信頼される。責任感の強い性格で、初登場時の真田幸隆を疑ってしまった際や、自ら献策した「キツツキの戦術」により武田軍が一時的に窮地に陥ってしまった際は、切腹を申し出ていた。
原昌俊（はら まさとし）
演：小林克也
陣馬奉行。有能な実務官僚として活躍する。
上田原の戦いでは必死に晴信の暴走を止めようとするもかなわず、板垣・甘利の討死の責任を感じる。晴信が信玄に改名する少し前に病没した。
甘利虎泰（あまり とらやす）
演：本郷功次郎
武田家宿老筆頭。板垣とともに晴信（信玄）を補佐。無精ひげを蓄えた武骨な風貌の持ち主。
板垣の主導する信虎追放のクーデターに参加し、晴信の擁立に貢献。上田原の戦いで、板垣同様命を賭して村上勢と戦い、討ち死にした。
板垣信方（いたがき のぶかた）
演：菅原文太
武田家宿老筆頭。晴信（信玄）の傅役。晴信が師と慕う。
信虎からの信任も厚かったが晴信の器量が信虎を上回っていると考え、信虎追放のクーデターを主導した。上田原の戦いで、命をもって晴信の暴走を諫めるべく、無数の槍を身に受け白髪になりながらも獅子奮迅の闘いを見せ、戦死を遂げた。
山本勘助（やまもと かんすけ）
演：西田敏行
主に諜報活動を行う。元は今川家の家臣で、今川義元に甲駿2国の二重間諜を命ぜられるが、晴信の器量に触れ、妻子が三国同盟を機に甲斐へやってきたことと信玄の密命で義元を謀殺したことを期に今川と決別する。板垣を始め重臣たちが湖衣姫を側室にすることに猛反対しているのに対し、ただ一人賛成を強く表明し、また甲斐に連れ戻され自害しようとした湖衣姫を制止した際や、晴信との婚礼の前に湖衣姫と遠乗りをした際に、強く生き抜くよう諭した。第4次川中島の戦いでは川中島に濃霧が発生する日を予測し、この日が決戦の日となる。決戦前夜、信玄の命で妻女山の上杉本陣を偵察。上杉軍が動き始めたことを武田別働隊へ伝えるために敵陣を突破しようとして、討たれる。
2007年の大河ドラマ風林火山を含む諸作品では『甲陽軍鑑』における人物像を踏襲し隻眼で足が不自由な「軍師」として描かれているが、本作の山本勘助は隻眼でも足が不自由でもなく、また軍師でもない。
高坂弾正（こうさか だんじょう）
（源助→春日昌信→高坂弾正）
演：村上弘明
当初の名は源助（げんすけ）。後に春日昌信（かすが まさのぶ）、次いで高坂弾正と改める。武田四天王の一。海津城主。平三や平五とは同郷の友人。
元は倉科三郎左衛門配下の農民だったが、原虎胤の推挙で武田家に仕え、その才覚を生かして出世する。家中きっての美男子。智勇兼備の優れた武将として成長する。
出世してからも平三や平五とは対等な関係で付き合い、彼らと話す時は甲州弁で話す。
真田幸隆（さなだ ゆきたか）
演：橋爪功
信濃の国衆。新参の家臣だが後に重臣に登用される。
弁舌優れた謀将で、いかなる状況でも物怖じしない豪胆な性格。湖衣姫との婚儀の際、晴信（信玄）の前に碁盤を持って初登場し、戯れに「勝った方が相手の領地を手にする」という賭けを取りつけた。原虎胤にはその知謀を度々「小賢しい」と評されていたが、虎胤が死んだ際はその死を悼んでいた。ドラマ終盤の信玄の重要な相談相手の一人で、上洛戦の際は留守居役を託される。
山県昌景（やまがた まさかげ）
（飯富三郎兵衛→山県昌景）
演：篠田三郎
飯富虎昌の弟。武田四天王の一。当初の名は三郎兵衛（さぶろうびょうえ）。義信事件では、飯富の心中を察しつつ兄の謀反を密告する。兄の死後、信玄の勧めで山県昌景と名乗る。
合戦上手。外交・内政にも優れた万能型。信玄の側に仕える。八重とは度々対立している。
原昌胤（はら まさたね）
演：岡村菁太郎。
昌俊の子。父のあとを継ぎ、陣馬奉行となる。
阿部勝宝
演：佐藤慶
勝頼の傅役。勝頼が嫡男と決まってからは重臣の仲間入りをし、晩年の信玄を支える。
倉科三郎左衛門（くらしな さぶろうざえもん）
演：浜村純
倉科党の党目。里美の祖父。
信虎の暴政に不満を抱き、出奔した武田家臣たちを匿っていた。晴信（信玄）の器量を見込み、決起を促す。里美が晴信の側室となってからは重臣の列に加わる。
老齢であるため合戦に出る事はあまりなく、後方支援を担当する事が多い。年齢の割には血気盛んな性格である。
岐秀（ぎしゅう）
演：内藤武敏
信玄の学問の師。
石和甚三郎（いさわ じんざぶろう）
演：丹波義隆
晴信の近習。四郎を呪い殺す調伏を行っていた竜渓を斬る。その功を晴信に称せられたが、京から八重が呼び寄せた修験僧を斬った責を取り自害する。
塩津与兵衛（しおづ よへえ）
演：宍戸開
晴信の近習。諏訪頼重が放った刺客に斬られ、晴信の見ている前で息を引き取る。
立木仙元
演：矢崎滋
信玄付医師。上杉家の刺客が信玄を襲撃した際、全身に矢を受け死亡。
御宿監物（みしゅく けんもつ）
演：石丸謙二郎
立木死後の信玄付医師。
平三（へいぞう）
演：渡辺正行
源助の幼なじみ。拳大の石を相手に当てて倒すのが得意。源助と共に原虎胤の推挙で武田家に仕える。源助の出世を羨むことが多かった。第4次川中島の戦いでは、山本勘助に付き従う。上杉軍との戦いで槍傷を負った勘助に後を託され、上杉軍が妻女山からすでに去ったことを武田別働隊に伝令した。合戦後に虎胤に伴われて勘助邸を訪れ、未亡人となったきぬに勘助の最期の模様を語った。その後も石投げの雑兵として合戦に参加し、最終回まで生き残る。
平五（へいご）
演：松原一馬
平三の弟。平三と共に戦に従軍。第4次川中島の戦いでは山本勘助に付き従い、上杉軍が妻女山からすでに去ったことを武田本隊に伝える。二俣城の戦いで、山本勘市を城方の一斉射撃から庇い、討死。
とら
演：佐々木すみ江
平三・平五の母。気が強いうえに口が悪く、息子たちを「すぼけ!」などと叱り飛ばすシーンが多いが、陰では子思い。最終回で平五が戦死した事を知ると号泣する。足が悪いフリをしていた。
山本勘市（やまもと かんいち）
演：ひかる一平（幼年期：小日向範威、少年期：石川博之）
勘助の子。父の仇を追う。平三・平五とともに終盤で西上戦に従軍するが、自らのいきり立つ感情を抑えきれなかった事が元で敵方に夜襲を察知され、平五を死に追いやってしまう。武田軍が甲斐に引き返した後は僧となることを決意。
きぬ
演：田島令子
駿河で暮らす勘助の妻。今川・北条と三国同盟を結んだ際、勘助と妻子の身柄を甲斐の方で引き取ることを晴信が義元に約束させたことで勘助と暮らせるようになった。
今井兵部
演：森田順平
奉行衆であったが信虎のやり方に反発し、一時武田家を離れる。倉科党の元にきた晴信に再会する。晴信の代になると金山衆頭になる。甲州金の生産体制を確立し、甲斐国の経済発展に貢献するが、産出量が減ってきたとの報告が遅れ、会議の席で叱責される。
鎌田十郎左衛門
演：坂部文昭
奉行衆であったが信虎のやり方に反発し、一時武田家を離れる。倉科党の元にきた晴信に再会する。
前島伊豆守
演：三上真一郎
花倉の乱の際に玄広恵探の残党を匿い、信虎に異を唱えて一族と共に誅殺された。
初鹿野伝左衛門
演：市原清彦
まさ
演：大多貴子
飯富虎昌の妻。八重の暗躍に薄々気づき、夫が謀反の罪で切腹した後に八重が首謀者であることを昌景に訴えた。その後、虎昌の位牌の前で自害。
さよ
演：伊藤麻奈
飯富虎昌の娘。
鎌田長門守
演：ジョニー大倉
武田家重臣。板垣が中心となった信虎追放の謀議に参加する。
浅黄
演：室井奈穂子
三条の方の侍女。長きに亘って仕えたが、三条の方が亡くなると京へ戻った。
若狭
演：飯島京子
三条の方の侍女、浅黄の同僚。浅黄と共に長きに亘って仕えたが、三条の方が亡くなると京へ戻った。
たき
演：結城美栄子
湖衣姫の乳母。湖衣姫の死後は勝頼の身の回りの世話などをしていた。諏訪家の残党が勝頼たちのいる屋敷を襲撃した際、勝頼を守って死亡する。
よし
演：大西加代子
大井夫人の侍女。
とき
演：みずきれい
大井夫人の侍女。
あい
演：落合ひとみ
重蔵
演：伊藤哲哉
古川小平太
演：藤原稔三
三枝半兵衛
演：山中一徳
高間雄斎
演：有川博
曾根原主膳
演：浜田晃
大野次郎左衛門
演：久遠利三
戸田真八郎
演：田嶋基吉→井上三千男
谷川四郎
演：真鍋敏
前田五郎兵衛
演：番哲也
百川数右衛門
演：及川ヒロオ
金山衆。諸国を巡っていた今井兵部に見いだされ晴信の家臣となる。
丹波弥十郎
演：斉藤洋介
金山衆。諸国を巡っていた今井兵部に見いだされ晴信の家臣となる。
大蔵宗右衛門
演：今井耕二
金山衆。元は能役者。諸国を巡っていた今井兵部に見いだされ晴信の家臣となる。
山際
演：福田健次
普請奉行
矢島六郎太
演：長戸勝彦
真田幸隆の配下。髭面の長身の男。幸隆が行う様々な謀略を手伝う。
加納五郎兵衛
演：小形雄二
平三と平五が武田軍から逃亡した時、捕らえて処刑しようとする。春日昌信の計らいで平三と平五は助けられる。
作三
演：小宮孝泰
ふみ
演：黛まどか
ちえ
演：川村一代
あかね
演：瀬岡裕子
志村右近の娘。信虎の側に仕え、弱体化した駿河の様子を伝える使者として信玄の元に赴く。
数右衛門
演：大川ひろし
武田信虎の配下。
修三
演：湯沢紀保
武田信虎の配下。
正三郎
演：加藤純平
武田義信の配下。
左衛門
演：鎌形充朗
武田義信の配下。
水野又兵衛
演：羽場裕一
高坂弾正の家臣。
真十郎
演：前田晃一
信玄の側近く仕える。荘子を好む。

### 上杉家
上杉謙信（うえすぎ けんしん）
（長尾景虎→上杉政虎→上杉輝虎→上杉謙信）
演：柴田恭兵
越後の大名で、信玄の生涯最大の宿敵。当初の名は長尾景虎（ながお かげとら）。後に上杉家を継いで政虎（まさとら）、輝虎（てるとら）、謙信と名を改める。義を重んじ、毘沙門天の生まれかわりを自認。利に賢い信玄を憎む一方で、好敵手としての信玄の実力を認めていた。そして、第四次川中島合戦で遂に信玄と激突する。
武将としては天才的な才能を持ち、特に素早い用兵による神出鬼没な戦法を得意とする。一方で政略には疎く、国内政治の煩雑さに絶望して出家遁世しようとした事もある。
宿敵・信玄と一騎討ちがあるが、柴田と信玄役の中井はこのシーン以外で顔を合わせることはなかったという。そのシーンでは、新番組予告では頭に袈裟を被っていたが、本編では兜を使用。最終回では今まで正義の為と信じて戦ってきたが何ひとつ変わらないことに対し、どうすればいいかを毘沙門天に祈祷しながら問うと、目の前の像が謙信の口を借り、「己を信じよ」と喋りだす、という、本人の自作自演ともとれる演出がなされた。その後手取川にて織田信長を破り、これがドラマにおけるラストシーンとなった。
直江実綱（なおえ さねつな）
演：宇津井健
長尾家重臣。越後十七将の一であり、上杉四天王の一。謙信を支える。合戦時は後年、直江兼続が使用していたとされる「愛」という字を前立にあしらった兜を用いた。
大村景時（おおむら かげとき）
（菊丸→大村景時）
演：水谷敦
謙信の近習。当初の名は菊丸（きくまる）。謙信が比叡山に向けて出奔した際は直江実綱と共に後を追い、野武士に命を奪われそうになっていた謙信を救った。その後自らの左肩付近を脇差で刺し、その血を持って謙信への生涯忠誠を誓った。
上杉景虎（うえすぎ かげとら）
演：蔵下輝美
謙信の養子。北条氏康の七男。
上杉憲政（うえすぎ のりまさ）
演：滝田裕介
関東管領。狡猾な性格。長尾景虎（謙信）へ関東への出陣を督促する。後に景虎の養父となり上杉家の名跡を譲る。
大熊朝秀（おおくま ともひで）
演：勝野洋
長尾家臣。後に反旗を翻し武田家臣に。
北条高広（きたじょう たかひろ）
演：西岡徳馬
長尾家臣。後に景広の父。
宇佐美定行（うさみ さだゆき）
演：沼崎悠
謙信の軍師であり、上杉四天王の一。
本庄実仍（ほんじょう さねのり）
演：門田俊一
長尾家臣。
斉藤朝親（さいとう ともちか）
演：三島新太郎
長尾家臣。越後十七将の一。

### 今川家
今川義元（いまがわ よしもと）
演：中村勘九郎
駿河の大名で信玄の義兄。駿河守護職。武家官位は治部大輔。
信玄とほぼほぼ同時期に家督を相続する。晴信・氏康と善徳寺で三国同盟を結ぶ。国内外で天下一の強大な国と言わしめる勢力を持ち信玄からも一目置かれる一方で、信玄を田舎者と侮り氏康を「あの者好かぬ」と嫌うなど他者を過小評価することを母親の寿桂尼に度々咎められる。
武将としての野心と剛毅さは捨ててはいないものの、次第に公家趣味に耽溺していく。天下取りを目指して上洛を狙うも、信玄・信長の陰謀によって桶狭間で戦死。
寿桂尼（じゅけいに）
演：岸田今日子
義元生母。権謀術数に長け洞察力にも優れており、義元の当主擁立の立役者である。一方で周囲を過小評価しがちな義元を度々諌める。
桶狭間での義元の死を信玄の策略と疑い、甲斐への塩止めを発案。武田が駿河を征した際は於津禰と共に駿府城で信玄と対面し「今川家臣に甲州金をつかませたのか」と詰め寄り、さらに義元の死因について問いただすが、軽くあしらわれる。その後まもなく死去。
今川氏真（いまがわ うじざね）
演：神田雄次
義元の嫡子で信玄の甥。戦ばかりが国を作る術では無いと考え、和歌や蹴鞠に没頭して自分からは何も行動を起こさず、実権を祖母・寿桂尼に委ねてしまう。
結果、今川領攻めの際にはほとんどの家臣が寝返ってしまい領国を失う。その後、妻の実家である北条氏を頼り関東へ落ち延びた。
太原崇孚（たいげん すうふ）
演：財津一郎
義元の軍師。坊主頭だが僧侶というよりは武者のような人物として描かれる。
於豊（おとよ）
演：石塚理恵
信玄の姉。義元の正室。氏真・於津禰の母。父の信虎に看取られる形で若死にした。弟にその死を哀しまれる事はなかった。一方母の大井夫人はその死を嘆いた。
於津禰（おつね）
演：古村比呂
義元の娘。従兄である武田義信の正室。政略結婚ながらも義信を愛するが、義信は謀反の罪で叔父の信玄に幽閉され、やがて自害してしまう。その後、駿河に送り返される際、信玄を激しく非難した。
岡部美濃守（おかべ みののかみ）
演：岩下浩
今川家臣。義元の側近。桶狭間にて義元と共に戦死した。
庵原忠胤（いはら ただたね）
演：長谷川明男
今川家臣。信玄の駿河攻めの際、多くの家臣が武田家に寝返る中、最後まで今川氏真に忠義を尽くす。
瀬名信輝（せな のぶてる）
演：阿部六郎
今川家臣。後に武田へ寝返る。
朝比奈政貞（あさひな まささだ）
演：谷津勲
今川家臣。後に武田へ寝返る。
葛山元氏（かつらやま もとうじ）
演：石坂重二
今川家臣。後に武田へ寝返る。
三浦与一（みうら よいち）
演：川崎公明
今川家臣。後に武田へ寝返る。
高間五郎兵衛
演：伊藤紘
今川家臣。義元の命令で晴信の引き取りに向かうが、晴信の策略により裏切り者扱いされ、原虎胤に斬殺される。
すみ
演：奥山真佐子

### 北条家
北条氏康（ほうじょう うじやす）
演：杉良太郎
相模の大名で、上杉景虎の実父。北条家3代目当主。小田原城城主。今川義元の義兄。
海を尊ぶ。相模の海の幸の味を天下と評し、甲斐や駿河を狙う一方、都に登る気はなかった。教養高く戦上手だが謙信とは違い堅実な用兵で負けない戦い方をする。
信玄の人物を知り、晩年にこれを認める。信玄にとって謙信に次ぐ好敵手だった。一方義元とは仲は良くなく、あまりその器量を買ってはいない。嫡男氏政と共に籠城し謙信の遠征を退ける。氏政に当主の座を譲って隠居するが、実権は握り続けた。相模の海を眺めながら没する。
北条氏政（ほうじょう うじまさ）
演：青山裕一
氏康の嫡男。上杉景虎の兄にあたる。北条家4代目当主。
当主の座を譲られるがその狭量を父に嘆かれる。駿河侵攻により敵対状態となった武田軍と戦うが、真田幸隆の奇策に翻弄される。
於梅（おうめ）
（うめ→於梅）
演：岡本舞（幼少期：安藤明子、少女期：畑仲美和）
晴信の娘、氏政の正室。義信事件の後、信玄の駿河侵攻を盟約違反と見做した氏康の命で氏政と離縁され甲斐に戻る。その後、病になり本人の願いにより赤子のように信玄に抱かれながら亡くなる。
松田康郷（まつだ やすさと）
演：北村総一朗
北条家臣。外交を担い、甲府、駿府、春日山に度々出向く。
松田憲秀（まつだ のりひで）
演：井上孝雄
北条家臣。氏康側近。
阿弥
演：岡田美里
氏康の娘で、上杉景虎の姉にあたる。今川氏真の正室。信玄による駿河侵攻の混乱に巻き込まれるが、辛うじて生き延びる。
鈴木兵庫之助
演：伊藤浩之
亀井兵部
演：小林大介
越後国境に送り込まれた北条の乱破。海津城で高坂弾正に斬られる。

### 織田家
織田信長（おだ のぶなが）
演：石橋凌
尾張の大名。父織田信秀の葬儀で初登場し、葬儀にそぐわない出で立ちで父親の位牌に香を投げつけ、天下を取ると宣言する。桶狭間では今川義元を破り歴史の表舞台に躍り出る。桶狭間から僅か八年後に将軍足利義昭を奉じて上洛を果たすも、武田の実力を知り、その西上を恐れる。武田信玄との直接の対決を前に信玄が倒れ天下を自分のものとなったことを確信するが、5年後の手取川で謙信に敗れ命からがら敗走する。京都に上洛して天下統一へ突き進む戦国大名としてよりも、比叡山の焼討ち事件を起こしたり、将軍・義昭をないがしろにしたりなど冷酷な人物としての描写が強調された。謀略をいかし弟信行を討ち取る、信玄の腹の中を的確に見抜くなど知略に長けた人物としても描かれている。
濃姫（のうひめ）
演：麻生祐未
信長の正室。冷徹で鋭敏な夫に畏れを抱いている。
織田信行（おだ のぶゆき）
演：伊原剛志
信長の弟。信長に反旗を翻し、後に許されるが、再度反抗の意を表したため、病と偽り病床に臥せっていた信長の見舞いに訪れた際に、信長の家臣たちに誅殺され、信長の腕の中で息を引き取った。
平手政秀（ひらて まさひで）
演：御木本伸介
信長の家臣。
平手汎秀（ひらて ひろひで）
演：中嶋しゅう
信長の家臣。政秀の息子。三方ヶ原の戦いに出陣する。
柴田勝家（しばた かついえ）
演：岡田圭
信長の重臣。
佐久間信盛（さくま のぶもり）
演：平野稔→内田直哉
信長の家臣。三方ヶ原の戦いに出陣する。
前田利家（まえだ としいえ）
演：滝口剛
信長の家臣。
梁田政綱（やなだ まさつな）
演：河原崎建三
信長の間者。今川上洛阻止に功。山本勘助と交流がある。
市川大介（いちかわ だいすけ）
演：大門正明
信長の家臣。信長に弓を教え、また側近として信長を支える。
織田忠寛（おだ ただひろ）
（織田掃部忠寛→織田忠寛→織田掃部）
演：狭間鉄
織田一門の一。通称は掃部（かもん）。勝頼と雪姫の縁談のため、使者として信玄の元に赴く。

### 徳川家
徳川家康（とくがわ いえやす）
演：中村橋之助
三河の大名。信玄と共に氏真を攻撃するも遠江侵略の最中、信玄の本心を見破る。浜松城を素通りしていく武田軍を見て、激怒して出陣するが、三方ヶ原で敗北。敗北後、自分への戒めとして敗北した自身の姿を絵師に描かせる。
酒井忠次（さかい ただつぐ）
演：中丸新将
家康の家臣。
松平忠正（まつだいら ただまさ）
演：柏木隆太
家康の家臣。
石川数正（いしかわ かずまさ）
演：村上幹夫
家康の家臣。
大久保忠佐（おおくぼ ただすけ）
演：岡本勇三
家康の家臣。
本多忠勝（ほんだ ただかつ）
演：古瀬公則
家康の家臣。
菅沼定盈（すがぬま さだみつ）
演：下塚諒
家康の家臣。
天野景連（あまの かげつら）
演：北村晃一
犬居城主で徳川家についていたが、信玄の遠江侵攻で武田に味方し、城を明け渡す。

### 諏訪家
諏訪頼重（すわ よりしげ）
演：坂東八十助
信濃の豪族。信虎の娘婿で信玄の義弟。湖衣姫の父。諏訪大社の大祝（おおほうり、最高位の神官）で、名族であることを誇り、甲斐を狙う。
武田に敗れ、捕らえられて東光寺に幽閉されるが、抜け出そうとしたところを晴信に見つかり、一騎討ちの末討ち取られた。
禰々（ねね）
演：山下容莉枝
信玄の異母妹。諏訪頼重の正室。夫を奪った晴信を恨み、夫の後を追って自害した。
寅王（とらおう）
演：岩下謙人
諏訪頼重と禰々の子。
千野伊豆入道（ちの いずにゅうどう）
演：鈴木瑞穂
頼重重臣。晴信と共に諏訪を攻めた高遠頼継の陣に突っ込む。
千野南明庵（ちの なんめいあん）
演：藤木悠
頼重家臣。いとこの千野伊豆入道と共に高遠軍の陣に突っ込む。
諏訪満隆（すわ みつたか）
演：大宮悌二
頼重の叔父で家臣。後に武田家に仕えるが、勝頼の諏訪家継承に不満を抱いた為に成敗される。
高遠頼継（たかとお よりつぐ）
演：三ツ木清隆
高遠城主で満隆の義兄弟。野心家で同族の頼重が保持する大祝の座を狙う。信玄と同盟を結んで頼重を破るが、後に信玄に滅ぼされる。

### 村上家
村上義清（むらかみ よしきよ）
演：上條恒彦
信濃の豪族、葛尾城主。剛毅で誇り高く戦上手で、上田原などで武田軍を数回破るもやがて武田軍の逆襲や大須賀らの離反により武田軍に敗北、信濃から敗走する。越後の長尾景虎を頼り川中島の戦いに参加、八幡原で原虎胤と一騎打ちを行う。腹に刀を切り込まれて怪我を負うが、そのまま馬に乗って生きたまま引き返す。
西条義忠（さいじょう よしただ）
演：斉川一夫
村上家家臣。
森村清秀（もりむら きよひで）
演：山中康司
村上家家臣。
信田隆生
演：彩浩二
村上家家臣。
五所重成
演：堀越富雄
村上家家臣。
大須賀久兵衛（おおすが きゅうべえ）
演：山本紀彦
村上家家臣。
出浦重兵衛（いでうら じゅうべえ）
演：大塚国雄
村上家家臣。
小島兵庫助
演：田中洋介
村上家家臣。

### 将軍家・その他の武将
足利義昭（あしかが よしあき）
演：市川團蔵
足利幕府第15代将軍。信玄の西上を待ちわびる。
信玄の死後、息を吹き返した信長によって、信長への呪詛の言葉を吐きつつ京を追放され足利幕府は滅亡する。
細川藤孝（ほそかわ ふじたか）
演：西田健
将軍家家臣。のち織田家臣。
畠山昭高（はたけやま あきたか）
演：高橋豊
河内守護。
小笠原長時（おがさわら ながとき）
演：新井康弘
信濃守護。信玄を前に逃亡。
二木豊後守（にき ぶんごのかみ）
演：小野泰次郎
長野業盛（ながの なりもり）
演：保阪尚輝
上野国の国衆、簑輪城主。上野に侵攻してきた武田軍に徹底抗戦して信玄に意地を見せるも、衆寡敵せず自刃。
上泉秀綱（こういずみ ひでつな）
演：伊藤正博
兵法家。
和田業繁（わだ なりしげ）
演：布施木昌之
後閑信純
演：窪園純一
平賀源心（ひらが げんしん）
演：中島次雄
海ノ口城主。初陣の晴信に討ち取られる。
室賀重政（むろが しげまさ）
演：吉沢健
室賀の里の小豪族。真田幸隆に欺かれ、その計略の手駒として使われる。
若槻主馬（わかつき しゅめ）
演：青木卓

### その他
正親町三条公兄（おおぎまちさんじょう きんえ）
演：松橋登
公家。内大臣。病身の三条夫人を見舞うべく都から下向。
三条の方の実家である三条家の当主実教の実父。
近野昌八郎
演：宗近晴見
朝廷の使い。
本間角造
演：重松収
真兵衛
演：加藤純平
竜渓
演：大島宇三郎
八重が京から呼び寄せた修験僧。四郎を呪い殺す調伏を行う。
京屋
演：原康義
らんのお気に入りの商人。らんと共に信虎に斬殺される。
善右衛門
演：飯沼慧
雲嶺
演：大佳央
中国僧。駿河攻めの前に竜宝とともに信玄に対面し、孫子の旗を中国音で読む。孫子をどう思うかとの信玄の問には「あまり好みではない、なぜなら人の心をあまりにもてあそぶから」と答えた。
しの
演：相築彰子
直江実綱と大村景時により海津城の高坂弾正の元に送られた美女。高坂の想い女になるが、高坂の命を狙う。

## スタッフ
- 脚本：田向正健
- 原作：新田次郎『武田信玄』
- 音楽：山本直純
- 語り：若尾文子（大井夫人役と兼任）、宮本隆治アナウンサー（アバンタイトル）
- 演奏：オズ・ムジカ
- テーマ音楽演奏：NHK交響楽団
- テーマ音楽指揮：山本直純
- 監修：磯貝正義
- 時代考証：鈴木敬三／上野晴朗
- 殺陣：林邦史朗
- 所作指導：猿若清方、猿若清三郎
- 衣装考証：小泉清子
- 京言葉指導：堀井令以知、朝永桐世
- 甲州弁指導：上野重義
- 流鏑馬指導：金子家教
- 鳴物指導：堅田喜三久
- 護摩指導：市原孝信
- タイトル文字：海老原哲弥（第1回 ‐第3回）、渡辺裕英（第4回 ‐最終回）
- 馬術指導：田中茂光、水上金光
- 能楽：桜間金太郎 社中
- 囃子方：一噌幸弘、住駒匡彦、白坂信行
- 協力：山梨県／小淵沢町、大泉村、南牧村、高根町、長坂町、韮崎市、小淵沢町乗馬クラブ、堅田喜三久 社中、春日居町 山梨岡神社太太神楽保存会
- 制作：村上慧
- 美術：田嶋宣助、山下恒彦
- 音響効果：大和定次、西ノ宮金之助、山倉正美
- 技術：大沼伸吉、曽我部宣明
- 撮影：入倉道治、上原康雄
- 照明：佐野鉄男、野下清
- 音声：近藤直光、鈴木清人
- 記録・編集：久松伊織、田中美砂
- 演出：重光亨彦／布施実、大森青児、田島照、秋山茂樹、一井久司、田村文孝、吉川幸司

## 放送
特記が無い限りNHKクロニクルのNHK番組表ヒストリーで確認。

### 通常放送時間
- NHK総合テレビジョン及びNHK衛星第2放送：毎週日曜 20時00分 - 20時45分
- （再放送）NHK総合テレビジョン：毎週土曜 13時25分 - 14時10分[18]

### 放送日程
- 第1回は40分繰り上げかつ40分拡大で放送。
- 最終回は10分拡大で放送。

| 第1回                                                      | 1月10日  | 父と子           | 重光亨彦 | 42.5% |
| 第2回                                                      | 1月17日  | 決意の時         | 布施実   | 47.3% |
| 第3回                                                      | 1月24日  | 別れ             | 大森青児 | 48.6% |
| 第4回                                                      | 1月31日  | 運命の出会い     | 重光亨彦 | 48.1% |
| 第5回                                                      | 2月7日   | 湖水伝説         | 布施実   | 45.0% |
| 第6回                                                      | 2月14日  | 諏訪攻め         | 大森青児 | 49.2% |
| 第7回                                                      | 2月21日  | 風林火山         | 重光亨彦 | 46.6% |
| 第8回                                                      | 2月28日  | 湖衣姫           | 布施実   | 48.6% |
| 第9回                                                      | 3月6日   | 女のいくさ       | 大森青児 | 46.5% |
| 第10回                                                     | 3月13日  | 国造り           | 秋山茂樹 | 46.9% |
| 第11回                                                     | 3月20日  | 越後の虎         | 重光亨彦 | 43.9% |
| 第12回                                                     | 3月27日  | 海の北条         | 布施実   | 45.6% |
| 第13回                                                     | 4月3日   | 川中島への道     | 大森青児 | 36.5% |
| 第14回                                                     | 4月10日  | 尾張の異端児     | 重光亨彦 | 44.0% |
| 第15回                                                     | 4月17日  | 母と子           | 布施実   | 43.4% |
| 第16回                                                     | 4月24日  | 信濃征服         | 大森青児 | 40.2% |
| 第17回                                                     | 5月1日   | 虎との出会い     | 重光亨彦 | 39.3% |
| 第18回                                                     | 5月8日   | さらば湖衣姫     | 一井久司 | 39.1% |
| 第19回                                                     | 5月15日  | 三国同盟         | 布施実   | 42.8% |
| 第20回                                                     | 5月22日  | 二百日の対陣     | 大森青児 | 37.4% |
| 第21回                                                     | 5月29日  | 景虎失跡         | 重光亨彦 | 36.8% |
| 第22回                                                     | 6月5日   | 奸風発迷         | 秋山茂樹 | 35.5% |
| 第23回                                                     | 6月12日  | 信虎変身         | 布施実   | 34.1% |
| 第24回                                                     | 6月19日  | 義元討死         | 重光亨彦 | 35.3% |
| 第25回                                                     | 6月26日  | 悲劇の発端       | 一井久司 | 37.1% |
| 第26回                                                     | 7月3日   | 氏康と景虎       | 大森青児 | 33.7% |
| 第27回                                                     | 7月10日  | 川中島血戦（一） | 重光亨彦 | 36.4% |
| 第28回                                                     | 7月17日  | 川中島血戦（二） | 重光亨彦 | 37.7% |
| 第29回                                                     | 7月24日  | 勝利と敗北       | 布施実   | 34.7% |
| 第30回                                                     | 7月31日  | 義信事件（一）   | 大森青児 | 31.5% |
| 第31回                                                     | 8月7日   | 義信事件（二）   | 布施実   | 33.7% |
| 第32回                                                     | 8月14日  | わが子幽閉       | 重光亨彦 | 31.8% |
| 第33回                                                     | 8月21日  | 鬼美濃の死       | 秋山茂樹 | 36.3% |
| 第34回                                                     | 8月28日  | 上州攻め         | 大森青児 | 35.0% |
| 第35回                                                     | 9月4日   | 盟約崩壊         | 重光亨彦 | 38.0% |
| 第36回                                                     | 9月11日  | 信長上洛         | 布施実   | 37.4% |
| 第37回                                                     | 9月18日  | 駿河攻め         | 吉川幸司 | 34.1% |
| 第38回                                                     | 9月25日  | 小田原攻め       | 大森青児 | 39.3% |
| 第39回                                                     | 10月2日  | 京の夢           | 重光亨彦 | 36.8% |
| 第40回                                                     | 10月9日  | 暗闇の鬼         | 一井久司 | 29.5% |
| 第41回                                                     | 10月16日 | 月夜の鏡         | 大森青児 | 36.4% |
| 第42回                                                     | 10月23日 | 二重の死         | 重光亨彦 | 41.9% |
| 第43回                                                     | 10月30日 | 八千年の春       | 田村文孝 | 37.7% |
| 第44回                                                     | 11月6日  | 氏康の挽歌       | 大森青児 | 34.5% |
| 第45回                                                     | 11月13日 | 京への道         | 一井久司 | 36.9% |
| 第46回                                                     | 11月20日 | 最後の出陣       | 大森青児 | 35.3% |
| 第47回                                                     | 11月27日 | 三方ヶ原の戦い   | 重光亨彦 | 38.1% |
| 第48回                                                     | 12月4日  | 信玄倒れる       | 田島照   | 37.8% |
| 第49回                                                     | 12月11日 | 幻の都           | 重光亨彦 | 38.1% |
| 最終回                                                     | 12月18日 | 神々のたそがれ   | 重光亨彦 | 37.1% |
| 平均視聴率 39.2%（視聴率は関東地区・ビデオリサーチ社調べ） |          |                  |          |       |

### 総集編
1. 「父と子」　1988年12月24日、20:00-21:34
2. 「母と子」 1988年12月25日、19:20-20:39
3. 「川中島血戦」 1988年12月26日、19:30-20:44
4. 「二重の死」 1988年12月27日、19:30-20:45
5. 「神々のたそがれ」 1988年12月28日、19:30-20:39

### 再放送
2000年4月から8月までの平日午後3時台、「大河ドラマアンコール」と題してNHK総合テレビにて全話が再放送された。
その後、2016年度のNHKの編成計画で、アンコール放送が行われることが発表され、4月より日曜12時よりBSプレミアムにおいて「大河ドラマアンコール」と題して再放送された。
また、2013年11月30日までNHKオンデマンドで配信されていた。

### 海外での放送
日本国内のみならず、90年代初頭に中華電視公司により台湾でも放映された。しかし当初は「武田信玄」のタイトルを使うことはせず、「一代情聖大將軍」というタイトルであった。その後日本企業が代理を務めたため、ようやく元の名前を使用するようになった。

### ダイジェスト映像
大河ドラマ　武田信玄 - NHK名作選(動画・静止画) NHKアーカイブス

## メディア
総集編は全5巻のVHSで発売された他、2002年に3枚組のDVDで発売されている。2004年には全話収録の完全版DVDソフトがNHKエンタープライズから発売されている。

## 備考
- 本作がコーエーの歴史シミュレーションゲーム「信長の野望シリーズ」に与えた影響は大きいといわれ[誰によって?]、ゲーム内の武将の顔グラフィックスは本作品登場の俳優に酷似しているものが多い（高坂昌信、武田信廉、真田幸隆など）。『信長の野望・戦国群雄伝』のゲーム終了時の表示「今宵はここまでに致しとうござりまする」も大河ドラマそのままのセリフである。月刊誌『サイゾー』2008年2月号のインタビューでの「大河ドラマの役者にゲームのビジュアルが影響されることはあるか」という問いに対し、同社の社員は「ユーザーのイメージが変わらない限りはほとんどない」と答えている。また、信玄に関しては前述の通り一般的なイメージと異なるため、中井には似せてはいない。
- 『オレたちひょうきん族』にて「武信玄」（たけししんげん）というパロディが作られ、放送された（1988年3月5日放送『武信玄～湖衣姫と風林火山に河童君が踊る～』）。武田信玄役はビートたけし、板垣信方役は明石家さんまが演じた。渡辺正行は農民の平三の役のまま出演し、投げた石が木に跳ね返って自分に当たるオチもあった。明石家さんまは、当時信方役を演じた菅原文太（が当時出演していたCM）の物まねをしていた。
- 本編で八重が湖衣姫に「いしいし」（団子）を食べさせるシーンがあり、この週は八重が不敵な笑みを浮かべつつ湖衣姫が団子を口に運ぶ直前でドラマチックな音楽とともに終了し、さも毒でも盛るかのように見せかけて翌週はそうではなかったというものだった。漫画『おぼっちゃまくん』で後日そのシーンがパロディとして使われた。
- 『笑っていいとも』で中井貴一がゲスト出演した際に撮影中のエピソードを語っている。
  - 野外ロケで中井が用を足そうとロケバスから出たところ、土地の老婆に遭遇した。信玄の扮装をした中井に驚いた老婆に拝まれてしまったため、会釈をして何もせずにそのままロケバスに戻った。
  - 躑躅ヶ崎館の撮影で信玄の前で報告する使者が勢いが付きすぎて廊下で滑って止まることができず、画面外に消えてしまった。撮影はNGとなったが、NHKの撮影現場は堅い雰囲気だったため、中井は笑いをこらえていた。
- 松平健にも本作への出演依頼がされていたが、本人は1988年1月9日スタートの『暴れん坊将軍III』（テレビ朝日）への出演を選択し、このオファーを断っている[22]。